# نورمان باول
نورمان باول (بالإنجليزية: Norman Powell)‏ مواليد 25 مايو 1993 في سان دييغو، هو لاعب كرة سلة محترف أمريكي بدأ مسيرته الاحترافية في سنة 2015 حيث تم اختياره من قبل فريق ميلووكي باكز خلال الدرافت، يلعب مع فريق تورونتو رابتورز في الرابطة الوطنية لكرة السلة ويحمل الرقم 24. يبلغ طوله 6 قدم 4 بوصة (1.9 م).

## إحصائيات المسيرة

### الموسم الاعتيادي
| السنة   | الفريق          | لعب | بدأ | دقيقة | ميداني% | ثلاثية | حرة  | ارتداد | صنع | استلاب | تصدي | نقطة |
| ------- | --------------- | --- | --- | ----- | ------- | ------ | ---- | ------ | --- | ------ | ---- | ---- |
| 2015–16 | تورونتو رابتورز | 49  | 24  | 14.8  | .424    | .404   | .811 | 2.3    | 1.0 | .6     | .2   | 5.6  |
| المسيرة | المسيرة         | 49  | 24  | 14.8  | .424    | .404   | .811 | 2.3    | 1.0 | .6     | .2   | 5.6  |

### التصفيات
| السنة   | الفريق          | لعب | بدأ | دقيقة | ميداني% | ثلاثية | حرة  | ارتداد | صنع | استلاب | تصدي | نقطة |
| ------- | --------------- | --- | --- | ----- | ------- | ------ | ---- | ------ | --- | ------ | ---- | ---- |
| 2016    | تورونتو رابتورز | 18  | 3   | 11.4  | .386    | .269   | .875 | 1.5    | .3  | .7     | .1   | 3.8  |
| المسيرة | المسيرة         | 18  | 3   | 11.4  | .386    | .269   | .875 | 1.5    | .3  | .7     | .1   | 3.8  |

## روابط خارجية
- نورمان باول على موقع إن بي أي (الإنجليزية)
- نورمان باول على موقع سبورتس رفرنس (الإنجليزية)
- نورمان باول على موقع كرة السلة الأوروبية.كوم (الإنجليزية)
- نورمان باول على موقع إي إس بي إن.كوم (الإنجليزية)
- نورمان باول على موقع كلية كرة السلة في سبورتس رفرنس.كوم (الإنجليزية)
- نورمان باول على موقع ريلجم (الإنجليزية)
- نورمان باول على موقع بروبوليرز (الإنجليزية)
- نورمان باول على موقع سبورتس رفرنس (الإنجليزية)